# ادرارنوشی
ادرار محصول تصفیه خون در کلیه‌ها است. انسان ممکن است به دلایل مختلف ادرار مصرف کند. در فرهنگ‌های باستانی از ادرار برای لوازم آرایشی و بهداشتی استفاده می‌کردند. ادرار درمانی یک شکل از طب جایگزین است.